# Basilia ferruginea
Basilia ferruginea är en tvåvingeart som beskrevs av Ribeiro 1903. Basilia ferruginea ingår i släktet Basilia och familjen lusflugor. Inga underarter finns listade i Catalogue of Life.